# Tim Hinkley
Tim Hinkley (Londra, 25 maggio 1946 – Londra, 21 agosto 2024) è stato un tastierista, pianista e musicista britannico conosciuto per essere stato membro degli Streetwalkers e degli Whitesnake.
Talentuoso tastierista e pianista, condusse un'interessante carriera per oltre 40 anni.

## Biografia
Militò in numerosi gruppi ed eseguì il suo lavoro come turnista con molteplici artisti, fin dai primi anni '60. La sua carriera professionale iniziò nel '64 allorquando i Bo St. Runners vincendo il contest musicale televisivo Ready Steady Win raggiunsero una certa notorietà e Tim cogliendo l'opportunità si unì a questo gruppo per incidere un lavoro.
Fu musicista per molti artisti tra cui Alvin Lee, Snafu, Beckett, Streetwalkers, Bo St. Runners, Patto's People, Chicago Line Blues Band, Jody Grind, Dick and The Firemen, Vinegar Joe, Esther Phillips band, Hinkley's Heroes, Elkie Brooks band, Roger Chapman, Heart And Soul, Chris Farlowe, The Thunderbirds, David Coverdale's Whitesnake, Barry Venn & The Dolphins, Mick Taylor band, Mr. Lucky.

## Discografia

### Solista
- A little bit of Soul, 2002